# Aeroportul Kelsey
Aeroportul Kelsey (IATA: KES, ICAO: CZEE) este un aeroport din Manitoba, Canada. Aeroportul a fost tranzitat în 2010 de 0 pasageri.
Situat la o altitudine de 187 m, aeroportul dispune de o singură pistă. Este operat de Manitoba Hydro⁠(d).